# جدليان
جدليان إحدى مدن الجمهورية التونسية، تقع في ولاية القصرين. وهي مركز معتمدية جدليان، بلغ عدد سكان المدينة 9690 ساكن حسب إحصائيات سنة 2014.
رئيس البلدية بعد انتخابات 2018 السيد الناصر العماري
مدينة جدليان هي مدينة فلاحية تشتهر بإنتاج التفاح الخريفي وتم اكتشاف مناجم سطحية للفسفاط سنة 2012 و هي في مرحلة الإستكشاف لحد اليوم لشركة فسفاط شقطمة.

## مواضيع ذات علاقة
- ولاية القصرين.